# Maria Flint
Katharina Maria Flint (* um 1739; † 20. Dezember 1765 in Stralsund) war eine deutsche Kindsmörderin. Die zum Tode Verurteilte wurde vom Vater des Kindes aus dem Gefängnis befreit und außer Landes gebracht. Sie kehrte jedoch wieder nach Stralsund zurück, wo sie mit dem Schwert hingerichtet wurde. Zusammen mit dem Fall Susanna Margaretha Brandt diente sie Goethe als Vorlage für die Figur der Gretchen im Faust.

## Tat und Verurteilung
Maria Flint war die Tochter eines Stralsunder Schuhmachers. Um 1761 fand sie eine Anstellung als Näherin beim Pächter Diek in Gagern bei Kluis. Dort lernte sie dessen Sohn, den Leutnant Johann Diek kennen. Dieser bedrängte sie wiederholt während ihrer drei Jahre im Dienst der Dieks, bis sie seinem Drängen schließlich nachgab. Sie wurde von ihm schwanger. Als sie ihn deswegen um Beistand bat, wurde sie von ihm abgewiesen. 1764 kehrte sie zu ihren Eltern zurück, die im Stralsunder Johanniskloster wohnten. Als die Eltern bald darauf starben, durfte sie vorerst in deren Wohnung bleiben. Um Pfingsten 1765 gebar sie ein Kind, das sie erwürgte und verscharrte. Ihre Schwangerschaft war aber anscheinend nicht unentdeckt geblieben, denn es kamen Gerüchte in Umlauf, dass sie ein Kind bekommen und beseitigt habe. Der Stralsunder Stadtrat leitete aufgrund dieser Gerüchte eine Untersuchung ein, in deren Verlauf Maria Flint die Tat gestand. Die Leiche des Kindes wurde nach ihren Angaben gefunden. Nachdem die Juristenfakultät der Universität Rostock auf der Grundlage der Untersuchungsakten ein Gutachten abgegeben hatte, wurde Maria Flint zum Tode verurteilt.

## Entführung und Flucht
Nach dem Bekanntwerden des Urteils setzte sich Johann Diek nun doch für Maria Flint ein. Der Obergerichtsdiener Burmeister sollte bestochen werden, um sie entfliehen zu lassen. Burmeister wies jedoch Bestechungsversuche zurück. Diek, der sich der Unterstützung der Offiziere seines Regiments sicher sein konnte, plante deshalb die gewaltsame Befreiung der Verurteilten aus der Kustodie nahe dem Kütertor, im Haus Bielkenhagen 7. Dem Stadtrat wurde am Abend des 28. Oktobers bekannt, dass die Aktion in der Nacht zum 29. Oktober 1765 stattfinden sollte. Daraufhin wurde die städtische Wachmannschaft verstärkt. Außerdem ließ die Stadt sich von der schwedischen Militärbesatzung Unterstützung für den Fall eines Angriffs auf das städtische Gefängnis zusagen. Nach drei Uhr morgens drang eine Gruppe von bewaffneten, bürgerlich bzw. als Seefahrer gekleideten Personen, durch das Stadttor bis zum Gefängnis vor, ohne von der dort stationierten Militärwache überhaupt angesprochen zu werden. Die Stärke der Gruppe wurde unterschiedlich angegeben und lag wahrscheinlich zwischen 20 und 50 Mann. Es kam zu Kämpfen, bei denen es einem Teil der Angreifer gelang, in das Gefängnis einzudringen, Maria Flint aus ihrer Zelle zu befreien und mit ihr durch das Kütertor und in einem Boot über den Knieperteich zu fliehen. Währenddessen traf der größere Teil der Angreifer an der Kreuzung Heilgeiststraße/Hüx (Mönchstraße) auf die herbeieilende Verstärkung der Stadtwache. Bei dem folgenden Handgemenge wurden mindestens zwölf Personen der Stadtwache verletzt, einige davon schwer. Drei weitere wurden tödlich verwundet. Ein Angreifer wurde ebenfalls getötet. Die benachrichtigte schwedische Militärbesatzung griff weder in die Kampfhandlungen ein, noch ließ sie, wie vom Rat verlangt, die Stadttore sperren, so dass die Angreifer die Stadt wieder unbehelligt verlassen konnten.
Johann Diek floh mit Maria Flint zu Fuß nach Voigdehagen, von dort zu Pferd über Horst ins preußische Jarmen. Dort brachte er sie zunächst beim Fährmann unter und organisierte dann von Gützkow aus eine Eskorte, die Maria Flint wieder nach Schwedisch-Pommern zum Pachtgut seines Bruders Moritz nach Rappenhagen brachte. Dort versteckte er sie fünf oder sechs Tage. Nachdem in der „Stralsundischen Zeitung“ vom 3. November 1765 ein Steckbrief Maria Flints erschien und eine Belohnung von 50 Talern für Auskünfte über ihren Verbleib ausgelobt wurde, sah er ihre Sicherheit in Rappenhagen nicht mehr gewährleistet. Er brachte sie zur Gützkower Fähre, wo sie zwei Husaren in Empfang nahmen und nach Berlin begleiteten, von wo sie mit der Postkutsche nach Dresden reiste.

## Rückkehr und Hinrichtung
Am Morgen des 2. Dezember 1765 stand Maria Flint unerwartet vor der Tür des Stralsunder Gefängnisses. Sie bat um Einlass und erklärte, dass sie keine Ruhe finden könne und sterben wolle. Bei ihrer Befragung gab sie an, keinen ihrer Befreier bzw. Entführer erkannt zu haben.
Am 20. Dezember wurde Maria Flint unter starker Bewachung zum Stralsunder Rathaus gebracht, wo sie in der Halle erneut ihre Schuld gestand. Darauf wurde das Todesurteil öffentlich verlesen. Anschließend wurde sie in einer Kutsche zum Richtplatz gefahren, der sich außerhalb des Tribseer Tores befand, und unter großer Anteilnahme der Bevölkerung mit dem Schwert enthauptet.  Der tatsächliche Ort der Hinrichtung, an dem Maria Flint auch begraben wurde, ist nicht überliefert. Möglicherweise befand er sich im Bereich des früheren Mariakronfriedhofs.

## Untersuchung der Entführung
Am Tag der Entführung leitete die Stadt eine Untersuchung der Befreiungsaktion ein. Die Befragung von Zeugen brachte wenig Erfolg, vor allem, da die Bevölkerung sich vor möglichen Repressalien durch die Offiziere der schwedischen Besatzung fürchtete. Da von Seiten des Militärs jegliche Unterstützung fehlte, wandte sich die Stadt an den schwedischen Generalgouverneur Axel von Löwen. Dieser verwies die Angelegenheit an das Königliche Generalkriegsgericht, welches dem Antrag der Stadt folgte und die Wachmannschaft der Kütertorwache arrestieren ließ. Da die Wachmannschaft zum „Leibregiment der Königin“ gehörte, musste aus diesem ein Regimentskriegsgericht gebildet werden, das am 11. November 1765 zusammentrat. Dieses Gericht erschwerte den Fortschritt der Untersuchung erheblich und versuchte erfolgreich, die Sache hinzuschleppen. Daher richteten die Landstände Schwedisch-Pommerns auf Initiative Stralsunds eine Beschwerde an den schwedischen König. Aus dessen Kabinett erging im Februar 1766 die Weisung, das Regimentskriegsgericht aufzulösen und ein meliertes Kriegsgericht aus sämtlichen in Stralsund stationierten Regimentern zu bilden. Nach der Vernehmung von rund 150 Zeugen und gegenseitigen Anschuldigungen zwischen dem Rat der Stadt und den Regimentern wurde Ende 1766 vom pommerschen Generalkriegsgericht ein Urteil gefällt. Der Leutnant Johann Diek und zehn weitere Soldaten und Unteroffiziere wurden zum Tode verurteilt. Weitere Unteroffiziere wurden degradiert, zwei Offiziere zu Geldstrafen verurteilt.
Im März 1767 wandelte der schwedische König Adolf Friedrich das Todesurteil für Diek und den Fähnrich Adelhjelm in 28-tägige Gefängnisstrafen und einem Entzug des Offizierspatents für ein Jahr um. Die übrigen neun Todesurteile wurden in 24-tägige Gefängnisstrafen geändert. 1769 wurde Johann Diek mit drei seiner Brüder vom Kaiser Joseph II. in den Adelsstand erhoben. Die Dieks nannten sich fortan von Dycke. Johann von Dycke starb 1782 im Rang eines Stabsrittmeisters in Schweden.

## Rezeption
Die Ereignisse um Maria Flint fanden Eingang in Literatur und Kunst. Johann Wolfgang Goethe befasste sich während seiner Studentenzeit in Leipzig mit dem Schicksal der Maria Flint, das er später zusammen mit dem der Susanna Margaretha Brandt in der Gretchentragödie aufarbeitete.
Johann Kaspar Steube berichtete 1791 in „Wanderschaften und Schicksale“ über die Vorgänge.
1838 und 1839 veröffentlichte Friedrich von Suckow unter dem Pseudonym Thorwald in der Zeitschrift Sundine eine mehrteilige novellistische Aufarbeitung, die hauptsächlich auf mündlichen Überlieferungen basierte. Erst während der Veröffentlichung wurden ihm die Tagebuchaufzeichnungen des Stralsunder Pastors Müller bekannt, der bei der Hinrichtung anwesend war.
1902 veröffentlichte Rudolf Baier in den Stralsundischen Geschichten. ein Aufarbeitung der tatsächliche Ereignisse anhand der Gerichtsakten.
Otto Wendler veröffentlichte 1906 „Maria Flint. Ein Stralsunder Roman aus dem 18. Jahrhundert.“
1936 erschien Maria Flint: Oper in vier Akten und einem Vorspiel. von Alexander von Krüdener, Alfred Basan und Hans Braun-Bessin.